# Louis le Normand de Bretteville
Louis le Normand de Bretteville (9. december 1780 i Calvados - 8. november 1847 i Aalborg) var en dansk officer af fransk adelig oprindelse.
Faderen Louis-Claude Le Normand de Bretteville var adelig og officer hos Ludvig 16. og udvandrede med familie til Danmark under den franske revolution.
de Bretteville blev som 15-årig optaget som frikorporal ved 3. Jyske Infanteriregiment:72 i Aalborg. Karrieren fører til ansvaret for at hjælpe de sårede soldater i slaget ved Holsten i 1813, og han udnævnes samme år til ridder af Danneborg. Efter freden med Frankrig i 1815 blev han en del af det 5.000 mand store danske besættelsesbidrag, og fra januar 1816 til efteråret 1818 var han udstationeret i Nordfrankrig:72. Han havde til opgave at organisere lazaret-væsenet og var både fagligt og sprogligt på hjemmebane.
Efterhjemkomsten forsøger han ved forskellige opfindelser at afhjælpe en anstrengt økonomi; dog uden held:73. Sidst i 1820-erne blev han gift med Magarethe Magdalene Petersen og de fik i 1827 datteren Fany Lodovica. Familien blev i København, men han var udstationeret i Holsten og fra 1829 permanent i Aalborg.
I 1842 blev han udnævnt til regiments- og garnisonschef i Aalborg. Regimentet stod overfor at skulle reduceres til en bataljon og regimentsmusikken bortfalde; han gør sin indflydelse gældende og opnår at beholde musikken i Aalborg. Han ydede også en stor indsats for forskønnelse af det militære område, som sidenhen blev til Karolinelund. Fra 1837 tog datteren ophold hos ham i Aalborg. Han blev pensioneret i 1845 og koncentrerede sig herefter om hendes uddannelse.:75
Han blev i 1845:75 udnævnt til æresborger i Aalborg og fik i 1876 Brettevillesgade nær Karolinelund opkaldt efter sig.